# ورزش بین‌المللی

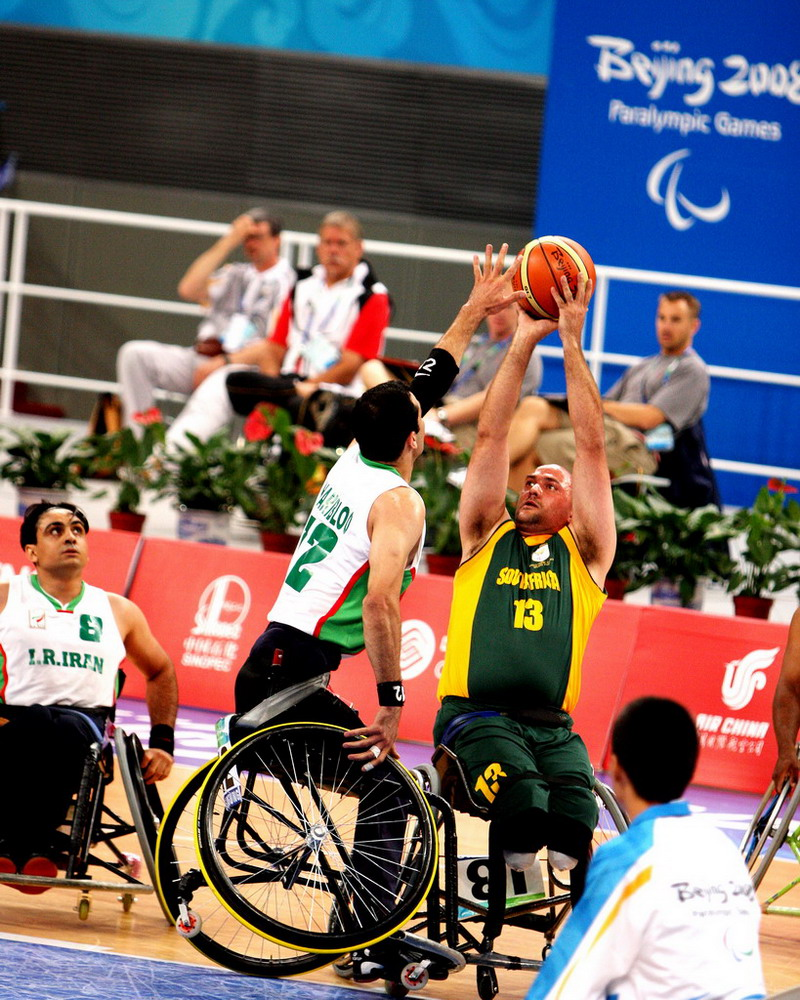
ورزش بین المللی

مفهوم ورزش بین‌المللی زمانی به بازی گفته می‌شود که شرکت کنندگان حداقل دو کشور را نمایندگی کنند. شناخته شده‌ترین رویداد ورزشی بین‌المللی بازی‌های المپیک است. نمونه‌های دیگر عبارتند از جام جهانی فیفا و جام جهانی کریکت. مسابقه کریکت بین ایالات متحده و کانادا در سال ۱۸۴۴ اولین بازی بین‌المللی بود که برگزار شد.
رویدادهای ورزشی بین‌المللی مدرن تجارت بزرگی برای تأثیرگذاری بر جنبه‌های سیاسی، اقتصادی و سایر جنبه‌های فرهنگی کشورهای سراسر جهان هستند. به خصوص در زمینه سیاست و ورزش، ورزش می‌تواند بر کشورها، هویت آنها و در نتیجه بر جهان تأثیر بگذارد.

## پیشینه
بازی‌های المپیک باستان مجموعه‌ای از مسابقات بود که بین نمایندگان چندین شهر-دولت و پادشاهی از یونان باستان برگزار می‌شد که عمدتاً شامل مسابقات ورزشی، اما همچنین رزمی و مسابقات ارابه‌سواری بود. منشأ بازی‌های المپیک در اسرار و افسانه‌ها پوشیده شده‌است. در طول قرن نوزدهم، بازی‌های المپیک به یک رویداد جهانی محبوب تبدیل شد.
اولین مسابقه بین‌المللی، بین تیم‌هایی از نروژ و سوئد، در سال ۱۹۳۲ در نروژ برگزار شد. جدای از یک وقفه برای جنگ، رقابت‌های نوردیک در ابتدا بین فنلاند، نروژ و سوئد ادامه یافت و دانمارک در مرحله بعدی به آن پیوست. در سال ۱۹۴۶ یک نهاد نوردیک برای همکاری (NORD) تأسیس شد.
مسابقه کریکت بین ایالات متحده و کانادا اولین بازی بین‌المللی است که در هر رشته ورزشی انجام می‌شود. رویدادهای ورزشی بین‌المللی مدرن تجارت بزرگی برای تأثیرگذاری بر جنبه‌های سیاسی، اقتصادی و سایر جنبه‌های فرهنگی کشورهای سراسر جهان هستند.
یونانیان باستان با اولین بازی‌های المپیک در سال ۷۷۶ قبل از میلاد - که شامل رویدادهایی مانند مسابقات پیاده و ارابه سواری، کشتی، پرش، و پرتاب دیسک و نیزه بود- ورزش‌های رسمی را به جهان معرفی کردند.

## جهانی شدن بازی‌های المپیک
بازی‌های المپیک نیز دستخوش جهانی شدن شده‌است. اولین بازی‌های المپیک دوران مدرن در سال ۱۸۹۶ برگزار شد، تنها ۹ رشته در آن حضور داشتند و ۲۴۱ ورزشکار مرد. زنان از سال ۱۹۰۰ وارد المپیک شدند.
تعداد ورزشکاران حاضر در هر میزبان المپیک از اولین المپیک به‌طور قابل توجهی افزایش یافته‌است:
در سال ۱۸۹۶ در اولین بازی‌های المپیک، ۱۴ کشور با ۲۴۱ ورزشکار در ۴۳ رویداد حضور داشتند.
بازی‌های المپیک ۱۹۶۰ رم، ۸۳ کشور را در مجموع ۵۳۳۸ ورزشکار که در ۱۵۰ رویداد مختلف شرکت کردند، گروه‌بندی کردند.
لندن ۲۰۱۲، ۲۰۴ کشور به نمایندگی از ۱۰۵۶۸ ورزشکار در مجموع ۳۰۲ رویداد حضور داشتند.